# سیارک ۱۰۷۲۲
سیارک ۱۰۷۲۲ (به انگلیسی: 10722 Monari، نامگذاری:1986TB) ده هزار و هفتصد و بیست و دومین سیارک کشف شده‌است که در ۱ اکتبر ۱۹۸۶ کشف شد.
قدر مطلق سیارک برابر ۱۳٫۸۰ است.